# Fuerte Apache
Fuerte Apache és una pel·lícula espanyola estrenada el 2007 que fou l'opera prima de Jaume Mateu Adrover, ambientada en un centre de menors de la Barceloneta i realitzada amb molt de realisme. Fou rodada a la Barceloneta, el Born, el Raval i a una casa de colònies de Canyelles com a barreja de documental i conte per adults amb un guió del propi Mateu Adrover, fet a base de l'experiència del seu germà, que va treballar a un centre de menors. Ha estat doblada al català.

## Sinopsi
Toni Darder és un educador d'un centre tutelar de menors a la Barceloneta a qui li queden pocs anys per jubilar-se i que gairebé no té vida personal. Tot i que ha perdut l'esperança en el que fa, continua treballant amb els nois per inèrcia. Un dia, però, ingressa al centre Tariq, un nen del carrer magrebí il·legal però que té ganes d'estudiar i anar a la universitat. Aquest fet sacseja la seva vida i li dona motius per l'esperança, encara més quan a través d'ell coneix Carmen, amb qui viurà un romanç tardívol.

## Repartiment
- Juan Diego - Toni Darder
- Lolita Flores - Carmen
- Hamza el Hilali - Tariq
- Pablo Derqui - Ramon Cases
- Albert Espinosa - Serra
- Marta Marco - Lidia Adell
- Pep Tosar - Miguel Ángel Ros
- Jordi Rico - David Fernández

## Nominacions i premis
- Premi de l'Audiència al Festival de Cinema d'Espanya de Tolosa de Llenguadoc (2007)[4][5]
- Nominada al millor director novell als VI Premis Barcelona de Cinema[6]
- Nominada a l'Ull d'Or del Festival de Cinema de Zuric.[7]